# Eretmopus discissa
Eretmopus discissa är en fjärilsart som beskrevs av Walker 1861. Eretmopus discissa ingår i släktet Eretmopus och familjen mätare. Inga underarter finns listade i Catalogue of Life.